# La Azohía
La Azohía (lˈa ˌaθoˈia) es una entidad singular de población situada en el oeste del municipio de Cartagena, Región de Murcia, España.  

## Toponimia
El nombre de "Azohía" procede del árabe: "zāwiya" (ˈθawˈijja), o zauía (ˈθa͡ʊˈia), en castellano: el rincón o el monasterio.
Se puede aplicar el nombre de La Azohía a:
1. La localidad.
2. Población o zona habitada de esta área y grupos de viviendas dispersas a lo largo de unos 3 kilómetros (aproximadamente) de recorrido de comienzo desde su carretera de acceso, denominada carretera de La Azohía que marcha paralela al litoral hasta llegar al puerto pesquero.
3. Playas: las playas de La Azohía y calas también son conocidas por la calidad de sus aguas y promocionadas como "Playas de Cartagena" y también como "Playas de La Bahía de Mazarrón". Son una series de múltiples playas y pequeñas calas, algunas de difícil acceso, de roca, piedras, o arena que bañan su litoral hasta llegar al pueblo y más allá hasta llegar al mismo Cabo Tiñoso.
4. Zona de Pesca: punto de salida o llegada cercana. Variedades: en su playas con caña y pesca desde embarcaciones en su litoral.
5. Monumentos como la Torre Vigía del siglo XVI o Torre de Santa Elena también conocida como Torre de La Azohía.[3]
6. Lugares de Interés o actividades para visitar como rutas de senderismo como la Punta de La Azohía y Ensenada de La Azohía, su muelle y campos; o buceo en cuevas submarinas como la Cueva del Agua (Isla Plana) y los parajes naturales de la Sierra de la Muela, Cabo Tiñoso y Roldán, la Bahía de Mazarrón y la Almadraba.

## Geografía física

### Ubicación
Se encuentra frente al Puerto de Mazarrón, con el que comparte bahía.
Esta pequeña entidad singular de población formada por varios y pequeños puntos de concentración urbanística o barriadas (urbanizaciones, construcciones independiente, caseríos y fincas rurales) que se dispersa por el límite marítimo y natural dentro de un área urbana y rural, no posee un núcleo principal.
Se sitúa en las proximidades de Cabo Tiñoso, el cual protege la bahía de Mazarrón por el este, muy cerca del espacio natural protegido de La Muela, Cabo Tiñoso y Roldán, y la Reserva Marina de Cabo Tiñoso.

### Geomorfología
La Azohía como área geográfica, se halla delimitada por el litoral marítimo y por cerros, cabezos, y montañas, También entre las desembocaduras de las ramblas de El Cañar, La Calera y las Peñas Rubias, y la Punta de La Azohía, que bajan de la lomas del Cabezo de La Panadera, y cercana al entorno Natural Protegido de la Sierra de la Muela, y la Reserva Marina de Cabo Tiñoso.

## Historia
Desde la época romana ha sido una zona poco poblada por su difícil ubicación junto a la sierra de La Muela, con sus playas de piedras y otras de más fácil acceso, de arena y usado por pastores y pescadores que habitaban en la zona, a la vez que su ensenada y pequeñas calas servían de cobijo a embarcaciones. 
Es sabido que ya en tiempo de los romanos se practicaba la pesca con almadraba, que aun en día se realizan con medios más modernos. Y también zona de paso por los pastores; se desconoce si ya entonces había una población en la zona o si pescadores y pastores se desplazaba hasta La Azohía desde sus asentamientos y villas.
Tras la reconquista del reino de Murcia, fue lugar de defensa ante incursiones de piratas berberiscos procedente de las costas de Argel y Turquía. En el siglo XVI se construyó unas serie de defensas para alertar a las poblaciones de las costa murciana, entre las que destaca la Torre de Santa Elena, también conocida como Torre de La Azohía.

## Geografía humana

### Organización territorial

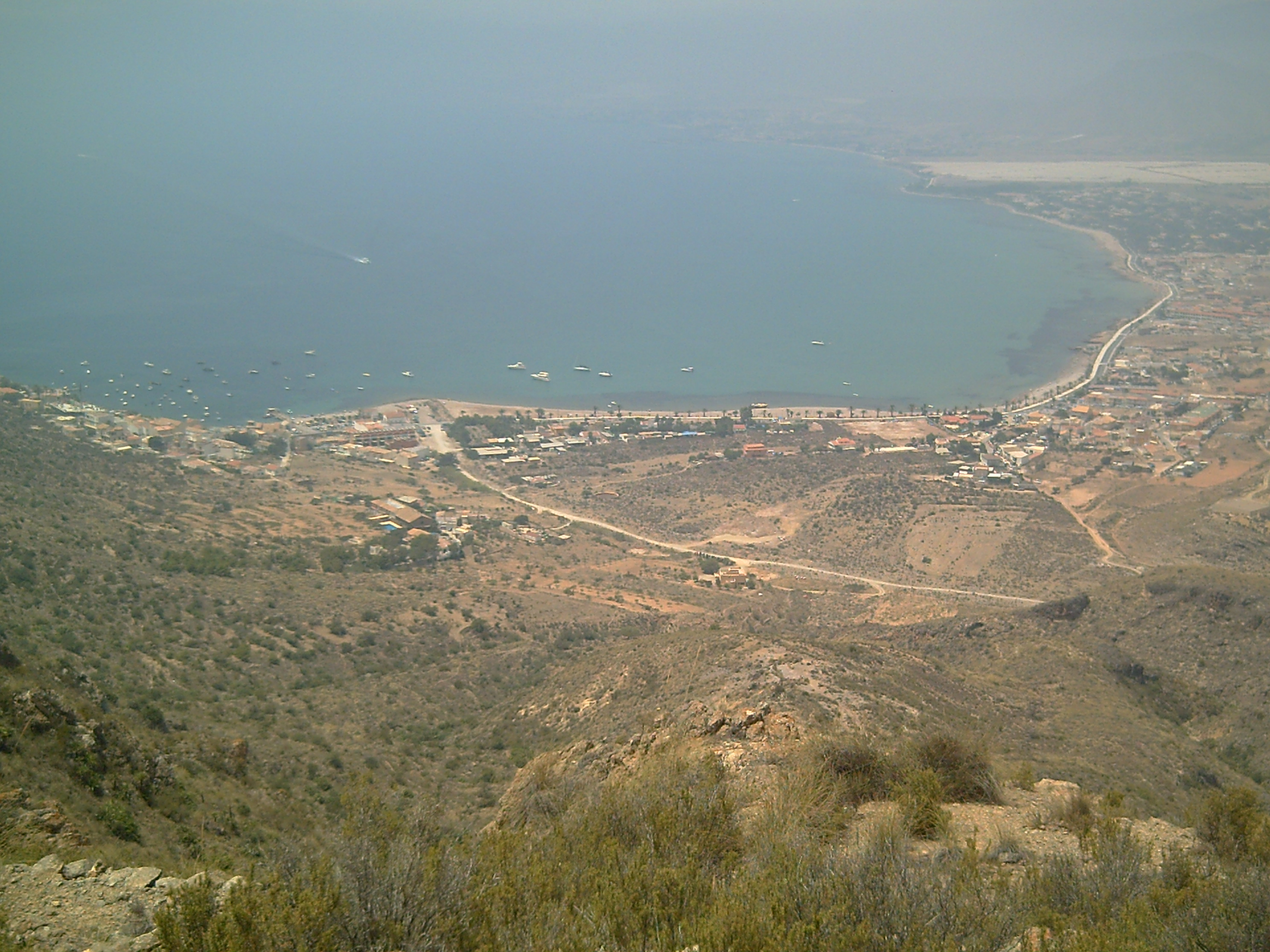
Vista de La Azohía y el golfo de Mazarrón desde la Sierra de la Muela.

Se trata de una zona natural con un pequeños asentamientos de población, agrupados y sin núcleos urbanos definidos, desde su entrada a lo largo de tres kilómetros, hasta el puerto pesquero, y la barriada de pescadores, o Caseríos de La Azohía. 
El término municipal de Cartagena se divide en entidades colectivas de población allí denominadas diputaciones. La Azohía pertenece a la diputación del Perín y es una entidad singular de población o pedanía del municipio. 

### Demografía

#### Población
En 2017 estaban censados 457 habitantes. 
La Azohía, es una pequeña localidad que nace como asentamiento de una población rural y pesquera y asentamiento militar de defensa de costa, que ha permanecido prácticamente aislada.  La gran mayoría de su población era el personal destinado en la zona de vigías y acuartelamientos con sus familias y un pequeño grupo de civiles residentes que estaban especializados en las faenas rurales, pastoreo y de pesca. 

### Patrimonio cultural y natural
Destacan entre sus atractivos, su bella bahía, sus aguas mansas y tranquilas, sus puntos de vigilancia de costas e infraestructura militares salpicadas por el terreno, destacando algunas como la torre de Santa Elena, visible al entrar por carretera al área de La Azohía y sobre la Punta de La Azohía. También en referencia por las no tan cercanas Baterías de Cabo Tiñoso, como la principal de ellas, la Batería de Castillitos.
Actualmente se ha convertido en un destino vacacional estival y también de interés durante todo el año por su geografía y sendas; también como destino natural y práctica de deporte de aventura y recorridos abruptos para ciclismo MBT, Trial, Trekking, Running, Escalada. Su medio marino es idóneo para practicar actividades de ocio, deporte y aventura como buceo, navegación, kayak, paddle board, motonáutica, veleros, yates, pesca de acantilado o litoral, pesca deportiva, rutas de calas, playas y escalada. 
También se pueden realizar observaciones de fauna marina, subacuática, aves, insectos y/o la contemplación del paisaje y su entorno. Destaca el Bosque de la Azohía (también conocido como del Alacrán), en la zona de la Rambla del Cañar, en cuyo delta se encuentra el Palmeral y que constituye terreno de conectividad ecológica con la Red Natura 2000.

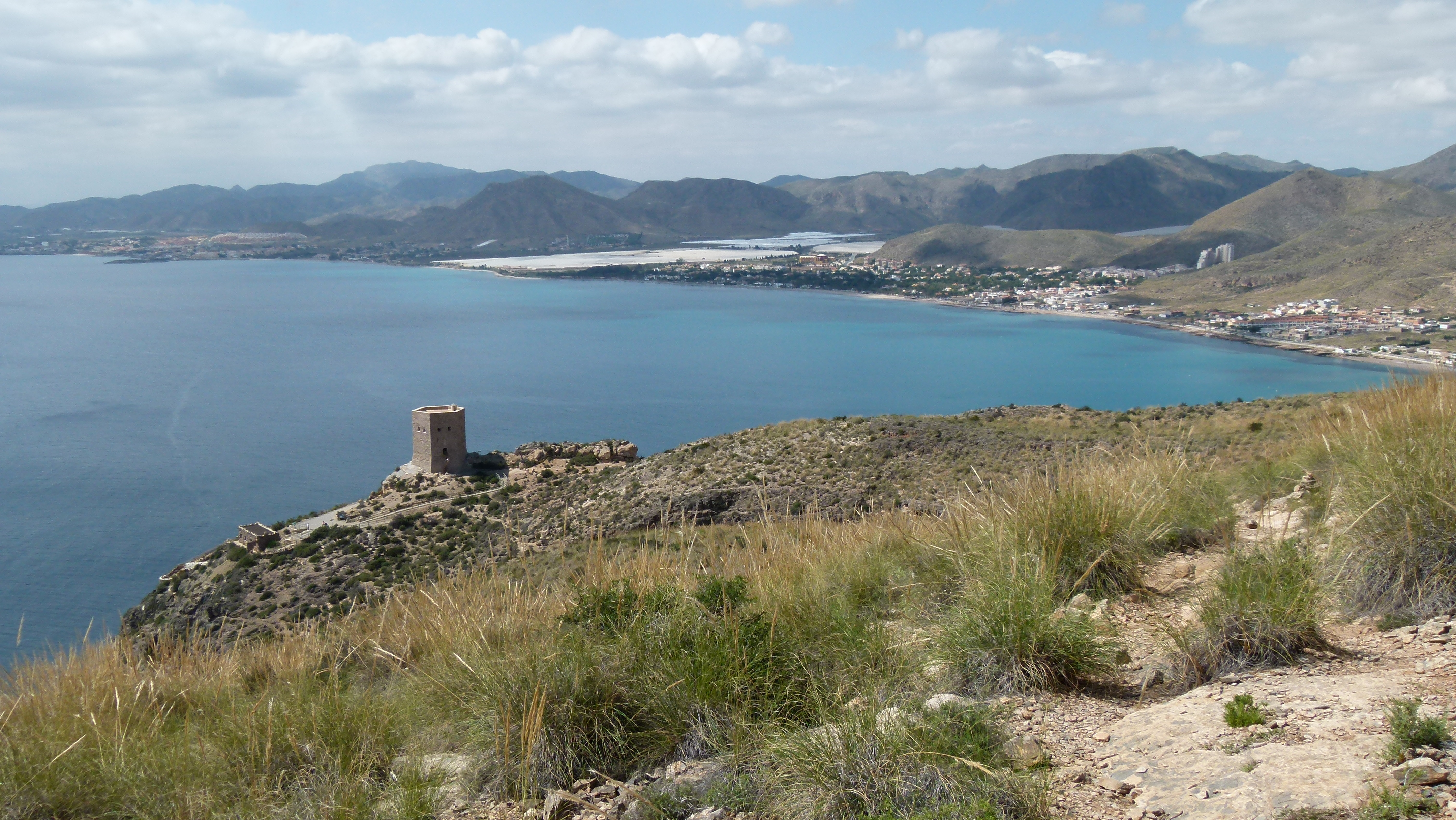
Vista de la torre de Santa Elena y la ensenada en donde se localiza La Azohía.